# كارول باومغارتنر
كارول باومغارتنر (بالبرتغالية: Carol Baumgartner‏) هي متسابقة ملكة الجمال وعارضة برازيلية، ولدت في 1 نوفمبر 1989 في بروسكه، سانتا كاتارينا في البرازيل.